# Долматовский, Георг Авраамович
Георг Авраамович Долматовский (1912, Ростов-на-Дону — 1991, Москва) — советский учёный в области металлообработки.

## Биография
Родился в Ростове-на-Дону, в семье Авраама Моисеевича Долматовского (1882—1940) и Евгении Борисовны (Сейны Боруховны) Долматовской (в девичестве Вайнштейн, 1889—1976). Уже его прадед Лейб Иоселевич Долматовский (1821—?) в 1846 году поселился в Ростове-на-Дону, где его сын Моисей Лейбович (1846—?) открыл магазин готового платья и к 1890 году стал купцом 1-й гильдии.
Автор ряда научных трудов, монографий и обзоров в области металлообработки, ухода за автотранспортом, машиностроению, в том числе трижды переиздававшегося и переводившегося на другие языки, монументального «Справочника технолога по обработке металлов резанием» (М.: Машгиз, 1944, 1949, 1962), монографий «Пайка в авторемонте» (1933), «Универсальные принадлежности к металлорежущим станкам» (1944), «Универсальные и нормальные приспособления и принадлежности для фрезерования» (1950) и других.

## Семья
- Сыновья от первого брака — Борис Георгиевич Долматовский (род. 6 июля 1942, Соль-Илецк Чкаловской области), инженер завода ТРАНСМАШ, фотожурналист и шахматист, один из авторов юбилейного издания к 90-летию отечественного тормозостроения и ОАО МТЗ ТРАНСМАШ «Люди. Годы. Судьбы» (2011)[4]; Михаил Георгиевич Долматовский, химик-технолог, кандидат технических наук, ведущий научный сотрудник Всероссийского НИИ авиационных материалов.
- Вторая жена — Мария Алексеевна Чагадаева (1914—2009).
  - Сын — Дмитрий Георгиевич Чагадаев (28 января 1946 — 22 февраля 2011).
- Двоюродные братья — автоконструктор Юрий Долматовский (в соавторстве с ним Георгом Долматовским написана книга по использованию пластмасс в автомобилестроении); поэт-песенник Евгений Долматовский.

## Публикации
- Пластические массы и их применение в автоделе (с Ю. А. Долматовским). М.: Гострансиздат, 1932.
- Пайка в авторемонте. М.—Л.: Гострансиздат, 1933.
- Чистка и уход за автомобилем. М.—Л.: Гострансиздат, 1933.
- Справочник технолога по механической обработке металлов. Москва—Сведловск: Машгиз, 1944; 2-е издание — М.: Машгиз, 1949. — 893 с.; 3-е издание — М.: Машгиз, 1962. — 1236 с.
- Универсальные принадлежности к металлорежущим станкам. Москва—Свердловск: Машгиз, 1944. — 60 с.
- Справочник токаря. М.: Трудрезервиздат, 1947. — 260 с.
- Шлифование на неспециализированных станках. М.: Металлургиздат, 1948. — 112 с.
- Универсальные и нормальные приспособления и принадлежности для фрезерования. М.: Машгиз, 1950. — 128 с.
- Справочник на технолога по механическа обработка на металите (на болгарском языке). Прев. от рус. инж. Т. Рилски и И. Волентиров. София: Наука и изкуство, 1955. — 892 с.